# Rafina
Rafina este un oraș în Grecia în prefectura Attica de Est.